# Autoserica rungweensis
Autoserica rungweensis är en skalbaggsart som beskrevs av Frey 1974. Autoserica rungweensis ingår i släktet Autoserica och familjen Melolonthidae. Inga underarter finns listade.